# The Clown (film, 1916)
Pour plus de détails, voir Fiche technique et Distribution.
The Clown est un film muet américain réalisé par William C. de Mille et sorti en 1916.

## Synopsis
Après un accident de cheval, un clown en convalescence va tomber amoureux de la fille d'un juge, qui vient d'apprendre la mort de son mari...

## Fiche technique
- Réalisation : William C. de Mille
- Scénario : Marion Fairfax
- Chef-opérateur : Charles Rosher
- Direction artistique : Wilfred Buckland
- Durée : 50 minutes
- Date de sortie :
  - États-Unis : 19 juin 1916

## Distribution
- Victor Moore : Piffle
- Thomas Meighan : Dick Ordway
- Ernest Joy : le juge Jonathan Le Roy
- Florence Dagmar : Millicent
- Gerald Ward : Jackie
- Tom Forman : Bob Hunter
- Horace B. Carpenter : le directeur du cirque
- Wallace Pyke : Rollo
- Billy Jacobs : Jonathan Le Roy Fox